# مفتاح ميتا

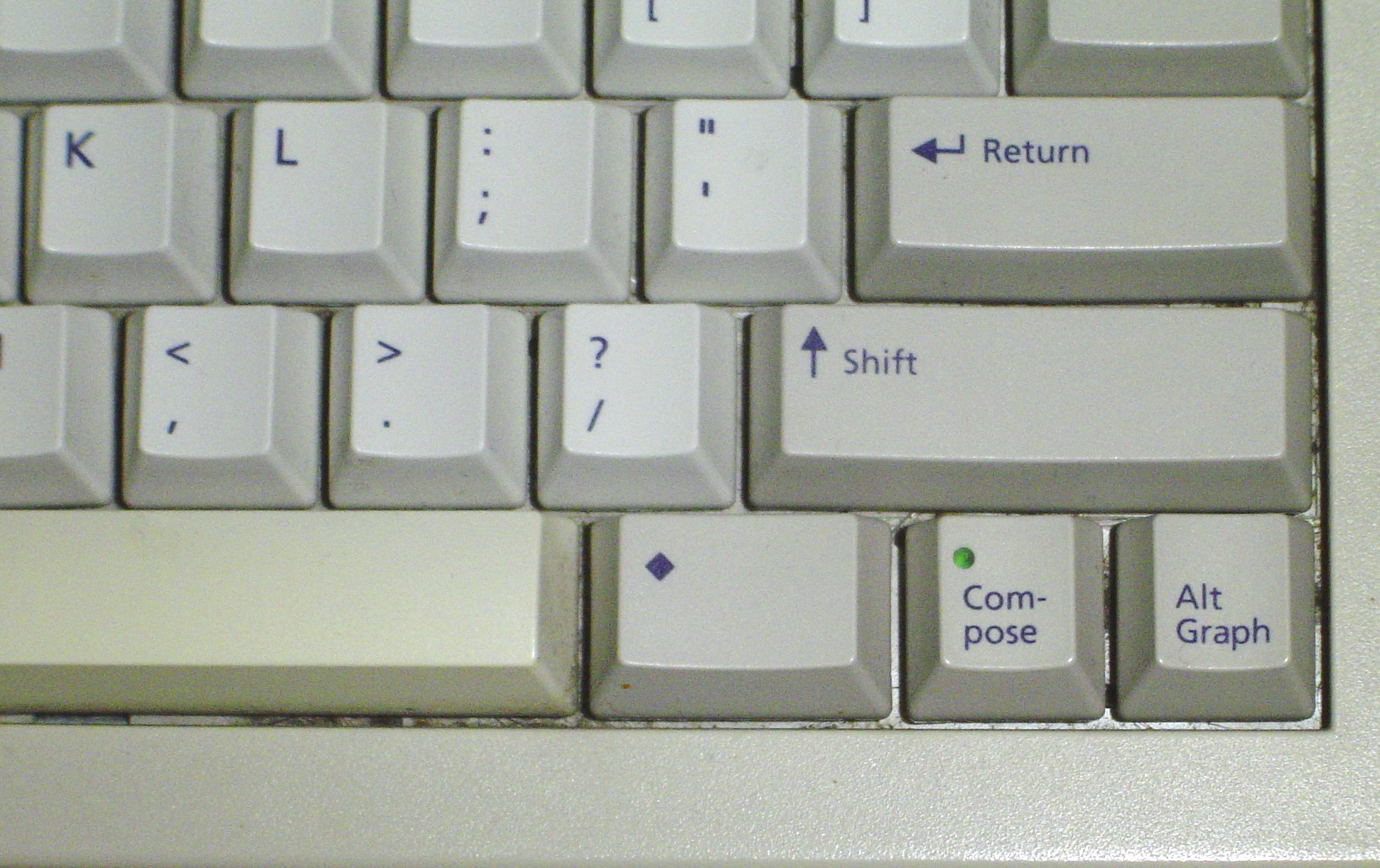
لوحة مفاتيح صن مع مفتاح ميتا (بين شريط المسافة ومفتاح الإنشاء)

مفتاح ميتا (بالإنجليزية: Meta)‏ هو مفتاح تعديل في بعض لوحات المفاتيح. ظهر المفتاح لأول مرة على لوحة مفاتيح مختبر ستانفورد للذكاء الاصطناعي (SAIL) في عام 1970.

## معرض صور

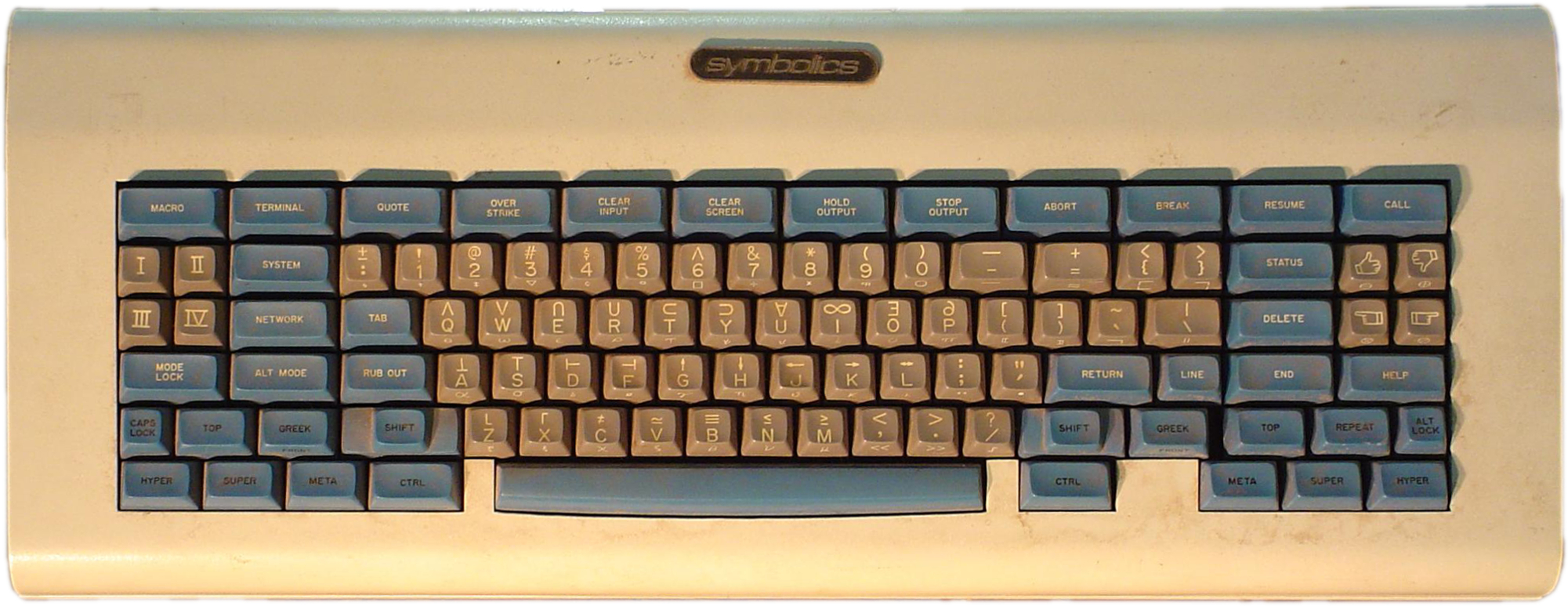
لوحة مفاتيح سبيس كاديت
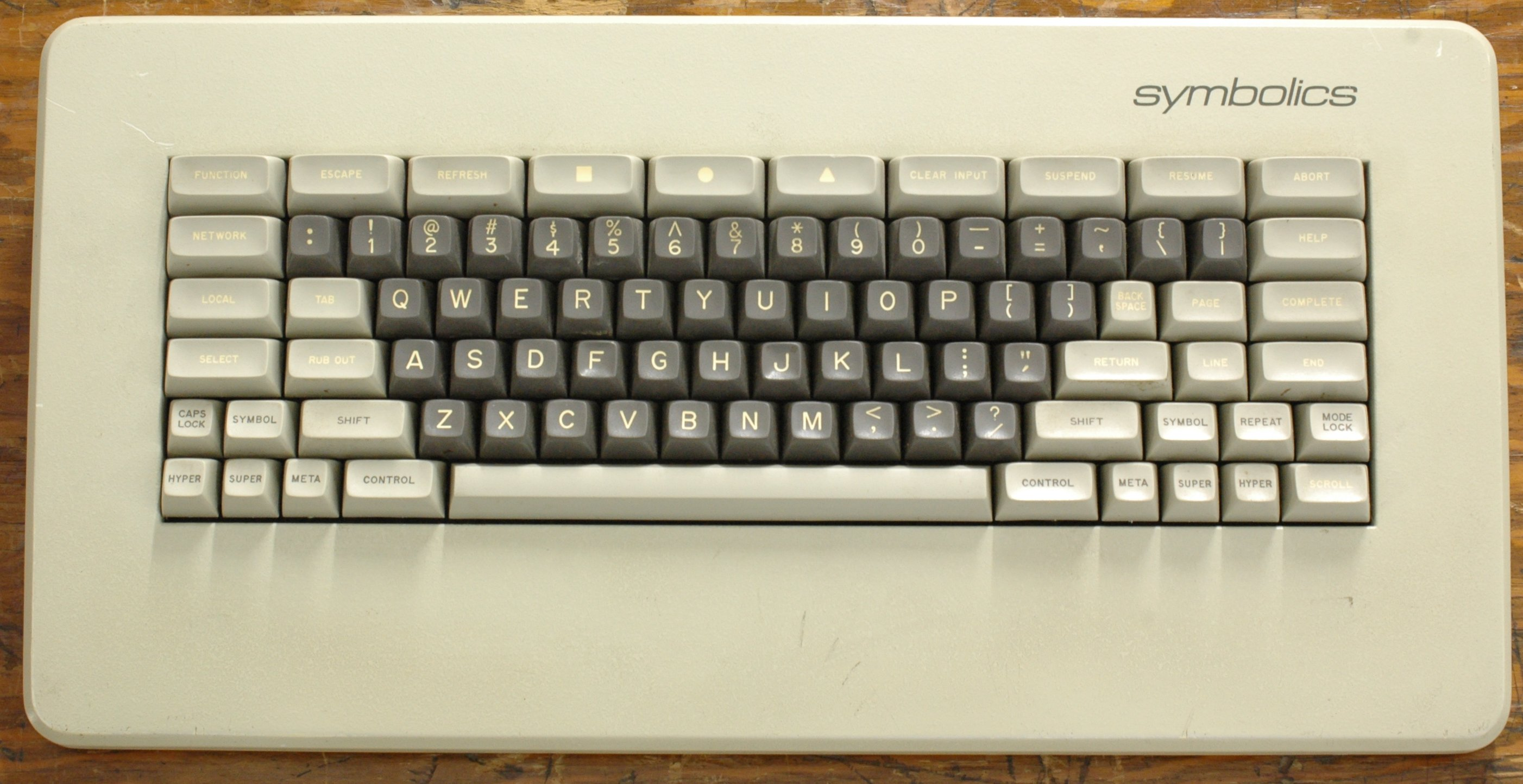
لوحة المفاتيح الرمزية